# Bedelan
Bedelan är en ort i Azerbajdzjan.   Den ligger i distriktet Masallı Rayonu, i den sydöstra delen av landet, 190 kilometer sydväst om huvudstaden Baku. Antalet invånare är 2 250.
Terrängen runt Bedelan är platt åt nordost, men åt sydväst är den kuperad. Runt Bedelan är det ganska tätbefolkat, med 192 invånare per kvadratkilometer.. Närmaste större samhälle är Arkewan, 8,0 kilometer norr om Bedelan.
Trakten runt Bedelan består till största delen av jordbruksmark.